# Page Hannah
Patricia Alberta Hannah (Chicago, 13 de abril de 1964) es una actriz estadounidense.

## Carrera
Inició su carrera a comienzos de la década de 1980. Entre sus apariciones más destacadas se encuentran las películas Shag, Gremlins II y Creepshow II, y las series de televisión Monsters, Fame, Freddy's Nightmares y Murder, She Wrote. Hannah está casada con el productor Lou Adler, con el que tiene cuatro hijos: Manny, Ike, Pablo y Oscar. Es hermana de la también actriz Daryl Hannah.

## Filmografía

### Cine
| Año  | Título                    | Papel         | Notas              |
| ---- | ------------------------- | ------------- | ------------------ |
| 1981 | On the Right Track        | Sally         |                    |
| 1984 | Racing with the Moon      |               |                    |
| 1985 | My Man Adam               | Sabrina McKay |                    |
| 1986 | My Little Girl            | Angela        |                    |
| 1987 | Creepshow 2               | Rachel        | Segmento: The Raft |
| 1988 | The In Crowd              | Lydia         |                    |
| 1988 | After School              | Annie         |                    |
| 1989 | Shag                      | Luanne        |                    |
| 1990 | Gremlins 2: The New Batch |               |                    |
| 1994 | Whit & Charm              |               |                    |

### Televisión
| Año     | Título              | Papel          | Notas        |
| ------- | ------------------- | -------------- | ------------ |
| 1984-85 | Search for Tomorrow | Adair McCleary | 4 episodios  |
| 1986    | Fame                | Kate Riley     | 15 episodios |
| 1986    | Spenser: For Hire   | Laura Findley  | 1 episodio   |
| 1988    | Monsters            | Maura Warren   | 1 episodio   |
| 1989    | Freddy's Nightmares | Emily          | 1 episodio   |
| 1989    | Murder, She Wrote   | Sybil Reed     | 1 episodio   |
| 1997    | Muppets Tonight     | Ella misma     | 1 episodio   |